# Walney Island
Walney Island oder Isle of Walney liegt in der Irischen See westlich der Halbinsel Furness und ist die achtgrößte Insel vor der Küste von England.  
Bis 1974 waren die Insel und die Halbinsel ein separater Teil der Grafschaft Lancashire. Die Insel gehört heute zu Cumbria und ist Teil der Stadt Barrow-in-Furness, mit der sie seit 1908 durch eine Brücke verbunden ist. 
Walney Island ist etwa 17,5 km lang und an keinem Punkt breiter als 1,6 km. Ihre Fläche beträgt 12,99 km². Auf Walney leben ungefähr 13.000 Menschen in vier Orten: Biggar, North Scale, North Walney, Vickerstown.
Die Insel wurde ursprünglich genutzt, um Arbeiter der Vickers Shipbuilding and Engineering unterzubringen; heute noch trägt ein Teil der Insel den Namen Vickerstown. 
Walney besitzt einen Golfplatz, einen Outdoor-Kinderspielplatz und zwei Tierschutzzonen. Auf der gesamten Insel finden sich Sites of Special Scientific Interest. Von zoologischer Bedeutung sind die dort vorkommenden Kreuzkröten (Bufo calamita) sowie viele Vogelarten. 
Am Nordende der Insel liegt ein kleiner Flugplatz, die Basis des Lakes Gliding Club.
Die Insel ist Namensgeber für den in etwas Entfernung errichteten Offshore-Windpark Walney. In dessen Nähe befinden sich auch die Offshore-Windparks Ormonde, Barrow und West of Duddon Sands.
Das nördliche Ende der Insel grenzt an den Mündungstrichter des River Duddon und ist Teil des River Duddon Estuary Site of Special Scientific Interest. Die Insel ist eine von wenigen Barriereinseln in Großbritannien. Die Insel ist besonders, weil sie durch Gletscheraktivität und nicht durch die Ablagerung von Gewässern entstand. Die Insel ist daher sowohl von sich aus, wie auch als Vergleichobjekt zu anderen Inseln dieses Typs von Bedeutung.
Das südliche Ende der Insel und die angrenzenden Inseln Foulney Island, Piel Island und Roa Island gehören zum South Walney and Piel Channel Flats Site of Special Scientific Interest.